# Granges-Narboz
Granges-Narboz é uma comuna francesa na região administrativa de Borgonha-Franco-Condado, no departamento de Doubs. Estende-se por uma área de 16,22 km². Em 2010 a comuna tinha 1 297 habitantes (densidade: 80 hab./km²).